# Untertriesting
Untertriesting ist eine Ortschaft und eine Katastralgemeinde der Gemeinde Kaumberg im Bezirk Lilienfeld in Niederösterreich.

## Geschichte
Laut Adressbuch von Österreich waren im Jahr 1938 in Untertriesting ein Fuhrwerker, zwei Gastwirte, ein Gemischtwarenhändler, ein Sägewerk und mehrere Landwirte ansässig.

## Siedlungsentwicklung
Zum Jahreswechsel 1979/1980 befanden sich in der Katastralgemeinde Untertriesting insgesamt 41 Bauflächen mit 30.525 m² und 31 Gärten auf 70.781 m², 1989/1990 gab es 36 Bauflächen. 1999/2000 war die Zahl der Bauflächen auf 110 angewachsen und 2009/2010 bestanden 61 Gebäude auf 107 Bauflächen.

## Bodennutzung
Die Katastralgemeinde ist landwirtschaftlich geprägt. 283 Hektar wurden zum Jahreswechsel 1979/1980 landwirtschaftlich genutzt und 406 Hektar waren forstwirtschaftlich geführte Waldflächen. 1999/2000 wurde auf 228 Hektar Landwirtschaft betrieben und 463 Hektar waren als forstwirtschaftlich genutzte Flächen ausgewiesen. Ende 2018 waren 222 Hektar als landwirtschaftliche Flächen genutzt und Forstwirtschaft wurde auf 458 Hektar betrieben. Die durchschnittliche Bodenklimazahl von Untertriesting beträgt 29,2 (Stand 2010).